# U–1235
Az U–1235 tengeralattjárót a német haditengerészet rendelte a hamburgi Deutsche Werft AG-től 1941. október 14-én. A hajót 1944. május 17-én vették hadrendbe. Két harci küldetése volt, ezek során egy hajót sem süllyesztett el.

## Pályafutása
Az U–1235 1945. február 6-án a norvégiai Stavangerből futott ki első harci küldetésére, parancsnoka Franz Barsch volt. Feröertől északra haladt el, majd visszafordult, és 13 nap múlva Bergenben kötött ki. Második útján Nagy-Britanniától északra hajózott el, majd kifutott az Atlanti-óceánra, és délnyugat felé tartott. Április 15-én két amerikai romboló, a USS Stanton és a USS Frost mélységi bombákkal elpusztította. A legénység mind az 57 tagja meghalt.

## Kapitány
| Név          | Kezdőnap        | Zárónap           |
| ------------ | --------------- | ----------------- |
| Rolf Bahn    | 1944. március   | 1944. április     |
| Franz Barsch | 1944. május 17. | 1945. április 15. |

## Őrjáratok
| Indulás   | Indulónap         | Érkezés | Zárónap           |
| --------- | ----------------- | ------- | ----------------- |
| Stavanger | 1945. február 6.  | Bergen  | 1945. február 19. |
| Bergen    | 1945. március 19. | *       | 1945. április 15. |

* Nem érte el út célját, elsüllyesztették